# Инноченти, Антонио
Антонио Инноченти (итал. Antonio Innocenti; 23 августа 1915, Поппи, Италия — 6 сентября 2008, Рим, Италия) — итальянский куриальный кардинал и ватиканский дипломат. Титулярный архиепископ Эклано с 15 декабря 1967 по 25 мая 1985. Апостольский нунций в Парагвае с 15 декабря 1967 по 26 февраля 1973. Секретарь Священной Конгрегации дисциплины таинств с 26 февраля 1973 по 11 июля 1975. Секретарь Священной Конгрегации богослужения и дисциплины таинств с 11 июля 1975 по 4 октября 1980. Апостольский нунций в Испании с 4 октября 1980 по 25 мая 1985. Префект Конгрегации по делам духовенства с 9 января 1986 по 1 июля 1991. Председатель Папской Комиссии по сохранению художественного и культурного наследия Церкви с 8 октября 1988 по 1 июля 1991. Председатель Папской Комиссии «Ecclesia Dei» с 1 июля 1991 по 16 декабря 1995. Кардинал-дьякон с титулярной диаконией Санта-Мария-ин-Аквиро с 25 мая 1985 по 29 января 1996. Кардинал-священник pro hac vice с титулом церкви Санта-Мария-ин-Аквиро с 29 января 1996.

## Начало карьеры
Антонио Инноченти родился 23 августа 1915 году в тосканском городке Поппи (епархия Фьезоле), в 40 км к востоку от Флоренции. Закончил диоцезиальную семинарию, затем Папский Григорианский университет, где в 1941 году получил степень доктора канонического права, Папский Латеранский университет (лиценциат в догматической теологии в 1950 году), дипломатическую Папскую Церковную академию.
Посвящён в сан священника 70 лет назад 17 июля 1938 года, после чего работал в одном из приходов Вальдарно, Тоскана и продолжал учёбу в Риме. В 1941 году после окончания Папского Григорианского университета занимал должность профессора канонического права и моральной теологии в семинарии родной епархии Фьезоле, работал секретарём епископа. Во время Второй мировой войны дважды был обвинен в помощи евреям и даже приговорен к расстрелу, но в последний момент освобожден. После окончания войны продолжал работать приходским священником, стал основателем Христианской ассоциации итальянских рабочих, в 1948—1950 годах учился в Папском Латеранском университете.

## Дипломат
В 1950 году поступил на дипломатическую службу Святого Престола, будучи назначен секретарём апостольской делегатуры в Бельгийском Конго. В 1953 году из Конго переехал в Швейцарию, где стал аудитором нунциатуры, на аналогичных должностях в интернунциатурах в Нидерландах (с 1960 года), Египте (одновременно Сирии и Иерусалиме, с 1961 года), нунциатуре в Бельгии (с 1962 года). В 1964—1967 годах советник нунциатуры во Франции.
15 декабря 1967 года назначен апостольским нунцием в Парагвае и титулярным архиепископом Экланума. Рукоположён в архиепископский сан 18 февраля 1968 года во флорентийской базилике Пресвятого Благовещения Государственным секретарём Святого Престола кардиналом Амлето Джованни Чиконьяни, кардиналом-епископом субурбикарной епархии Фраскати с помощью заместителя Государственного Секретаря Святого Престола Джованни Бенелли, титулярного архиепископа Тусуро и будущего кардинала, а также с помощью Антонио Баньоли, епископа Фьезоле.
С 26 февраля 1973 года секретарь Конгрегации дисциплины Таинств, с 11 июля 1975 года — объединенной Конгрегации Богослужения и Дисциплины Таинств.
4 октября 1980 года назначен апостольским нунцием в Испании. За время пребывания на этом дипломатическом посту непосредственным образом участвовал в подготовке сразу двух пастырских визитов папы римского Иоанна Павла II.

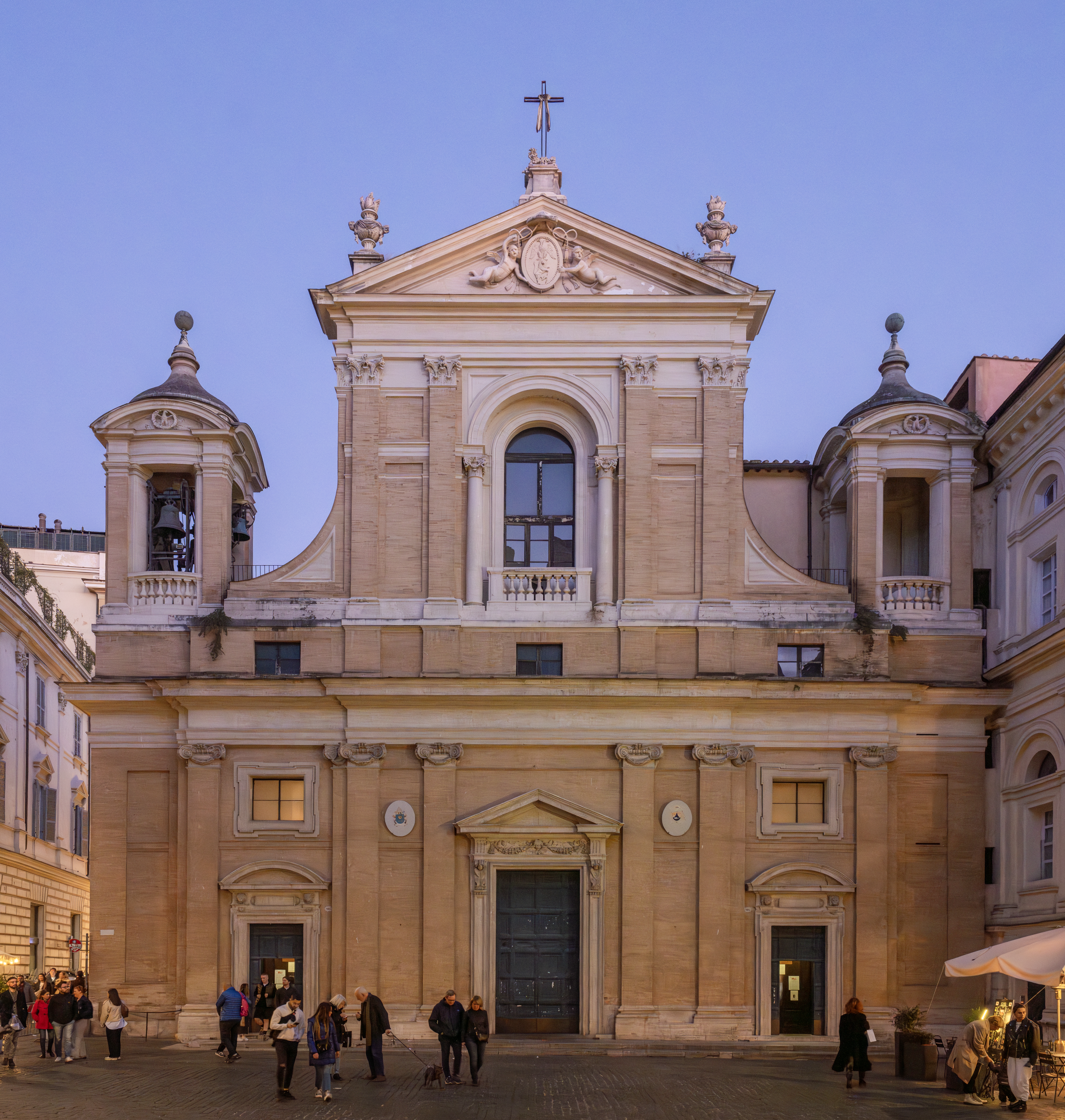
Церковь Пресвятой Девы Марии в Аквиро, кардиналом-священником которой был Антонио Инноченти

## Кардинал
25 мая 1985 года ещё будучи на дипломатической службе Иоанном Павлом II был возведён в достоинство кардинала-дьякона римской церкви Пресвятой Девы Марии в Аквиро, а спустя 7 месяцев 9 января 1986 года кардинала Инноченти назначили префектом Конгрегации по делам Духовенства. Одновременно с 8 октября 1988 года занимал должность председателя Папской комиссии по сохранению художественного и культурного наследия Церкви.
1 июля 1991 года 75-летний Инноченти оставил свои посты и был назначен председателем Папской комиссии «Ecclesia Dei». 23 августа 1995 года потерял право участвовать в конклавах по достижении предельного 80-летнего возраста. С [6 декабря 1995 года — на пенсии.
29 января 1996 года перешел в степень кардиналов-священников с сохранением pro hac vice титулярной церкви Пресвятой Девы Марии в Аквиро.
Умер 6 сентября 2008 года в возрасте 93 лет. Отпевание состоялось 10 сентября 2008 года в алтаре у престола Собора св. Петра в Ватикане. Заупокойную службу возглавлял декан Коллегии кардиналов Анджело Содано, заупокойную литургию — папа римский Бенедикт XVI. В тот же день Инноченти был похоронен на кладбище родного города Поппи.